# تشارلز إيتون
تشارلز إيتون (بالإنجليزية: Charles Eaton)‏ (و. 1895 – 1979 م) هو عسكري، وطيار من المملكة المتحدة، وأستراليا، والمملكة المتحدة لبريطانيا العظمى وأيرلندا، ولد في لامبث ‏، ويحمل رتبة عسكرية قائد سرب ‏، توفي في Frankston, Victoria ‏، عن عمر يناهز 84 عاماً.

## الخدمة العسكرية
خدم في الجيش البريطاني، وخدم في سلاح الجو الملكي.

## جوائز
حصل على جوائز منها:
- نيشان الامبراطورية البريطانية من رتبة ضابط
- صليب سلاح الجو  [لغات أخرى]‏